# Сеньків (Чортківський район)
Се́ньків — село в Україні, у Монастириській міській громаді Чортківського району Тернопільської області. Розташоване на заході району. Підпорядковане Задарівській сільраді.(до 2020)
Населення — 233 особи (2007).

## Населення

### Мова
Розподіл населення за рідною мовою за даними перепису 2001 року:
| Мова       | Кількість | Відсоток |
| ---------- | --------- | -------- |
| українська | 243       | 100%     |

## Історія
Поблизу села виявлено археологічні пам'ятки культури лінійно-стрічкової кераміки.
Відоме від XVIII ст.
Діяли «Просвіта» та інші товариства.
Після жовтня 1942 р. молодь почала йти в УПА. Із наближенням Червоної армії залишили село і виїхали до Канади Ясько й Ганна Почереви, до Франції – Дмитро Калинюк.  Із мобілізованих на фронти німецько-радянської війни в липні 1944 р.:
- загинули: Микола Бойчук (1907–1945), Михайло Ваврин (1921–1945), Йосип Душенко (1911–1945), Степан Ружало (1904–1945), Василь Стайківський (1907–1945);
- пропали безвісти: Михайло Гнатишин (р. н. невід.–1945), Михайло Мельницький (1920–1945), Петро Паліман (р. н. невід.–1945).
- прийшли інвалідами: Мирон Білобровко, Ярослав Гірчак, Василь Німчук, Панько Кожик, Василь Мельницький.
- повернулися: Василь і Петро Гірчаки, Михайло Коршак, Володимир Пєнтак, Михайло і Петро Харики, Михайло Хробатенко.

У 1952 р. в Миколаївську область було вивезено (депортовано) більш як 20 осіб, серед яких:
- Ганна і Софія Батіг, Степан Білобровко, Степан Гірчак, Василь Гнатишин, Степан Журавіцький, Ганна Квасніцька, Ганна Кираска, Степан Леонтюк, Станіслав Мартинюк, Петро Мельницький, Ганна Моцак, Михайло Небеснюк, Василь і Стефанія Похиляк, Марія, Михайло і Ганна Рущаки, Олексій і Софія Харики, Ганна Шумська.

Протягом 1962–1966 село належало до Бучацького району. 
12 червня 2020 року, відповідно до розпорядження Кабінету Міністрів України № 724-р «Про визначення адміністративних центрів та затвердження територій територіальних громад Тернопільської області» увійшло до складу Монастириської міської громади.
19 липня 2020 року, в результаті адміністративно-територіальної реформи та ліквідації Монастириського району, село увійшло до складу Чортківського району.

## Політика

### Парламентські вибори, 2019
На позачергових парламентських виборах 2019 року у селі функціонувала окрема виборча дільниця № 610699, розташована у приміщенні клубу.
Результати
- зареєстровано 147 виборців, явка 79,59%, найбільше голосів віддано за «Європейську Солідарність» — 30,70%, за Радикальну партію Олега Ляшка — 25,44%, за Всеукраїнське об'єднання «Батьківщина» — 15,79%.[5] В одномандатному окрузі найбільше голосів отримав Роман Василіцький (Об'єднання «Самопоміч») — 44,83%, за Миколу Люшняка (самовисування) — 32,76%, за Ігоря Сопеля (Слуга народу) — 6,03%[6].

## Пам'ятки
- Храм Різдва Пресвятої Богородиці, мурований, 1993 року побудови.
- Пам'ятник односельцям[d], що полягли у боях з гітлерівськими окупантами, воюючи у складі Червоної Армії (1985). Також встановлено пам'ятний хрест на місці могили Борцям за волю України (1953).

## Соціальна сфера
Працюють ЗОШ I ступ., ФАП, торговельні заклади.

## Галерея

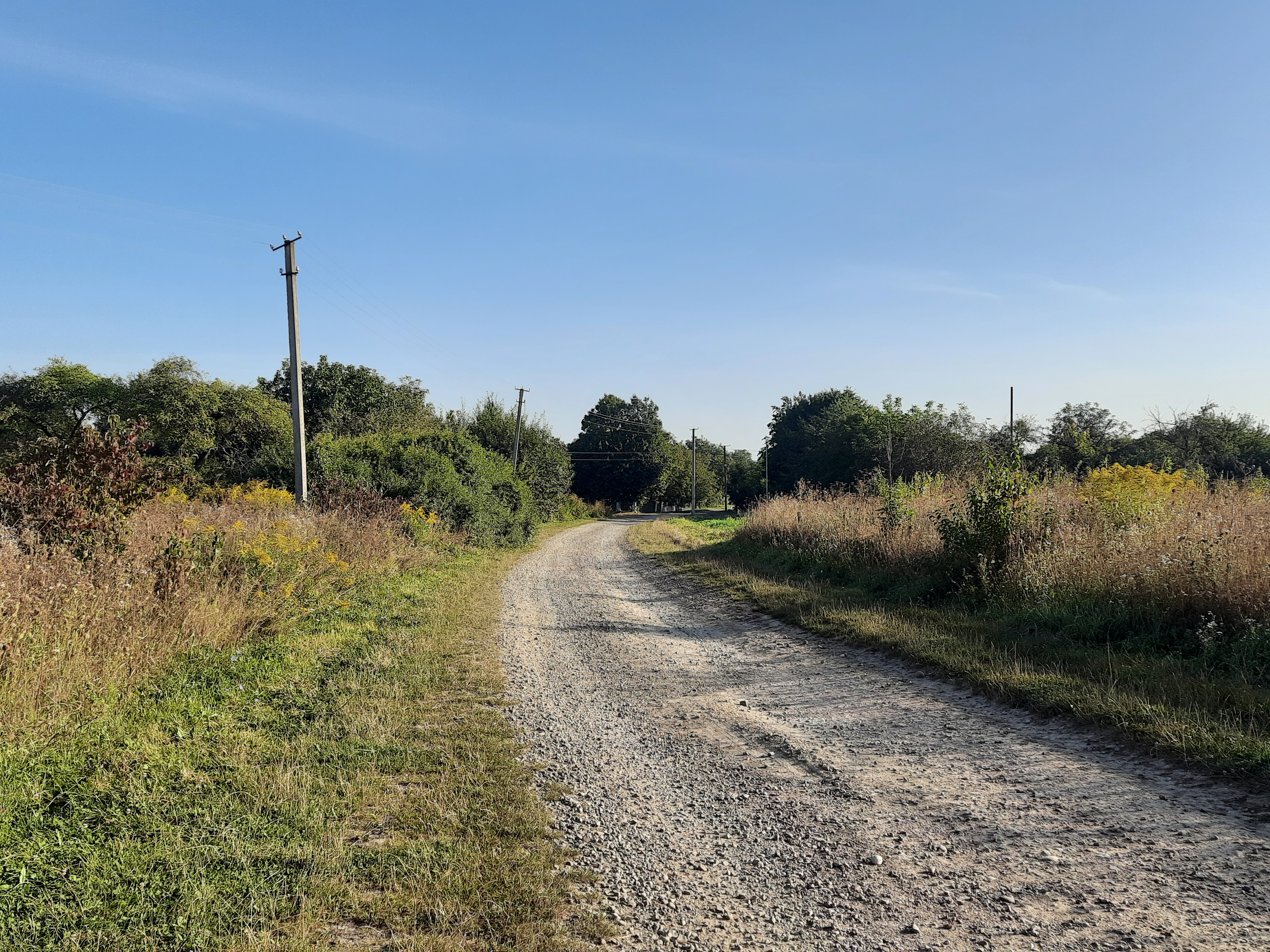
В'їзд у село
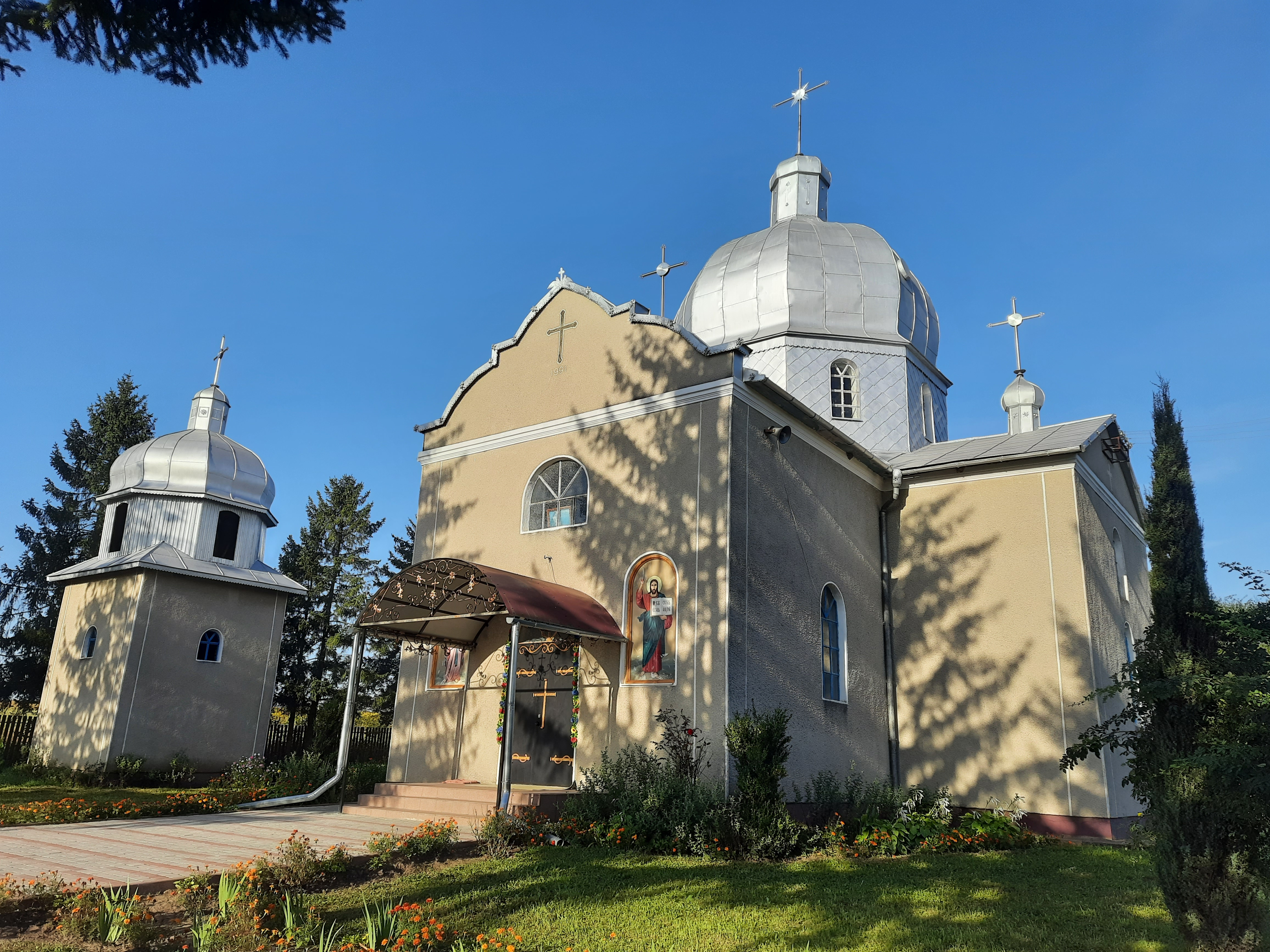
Церква Пресвятої Богородиці
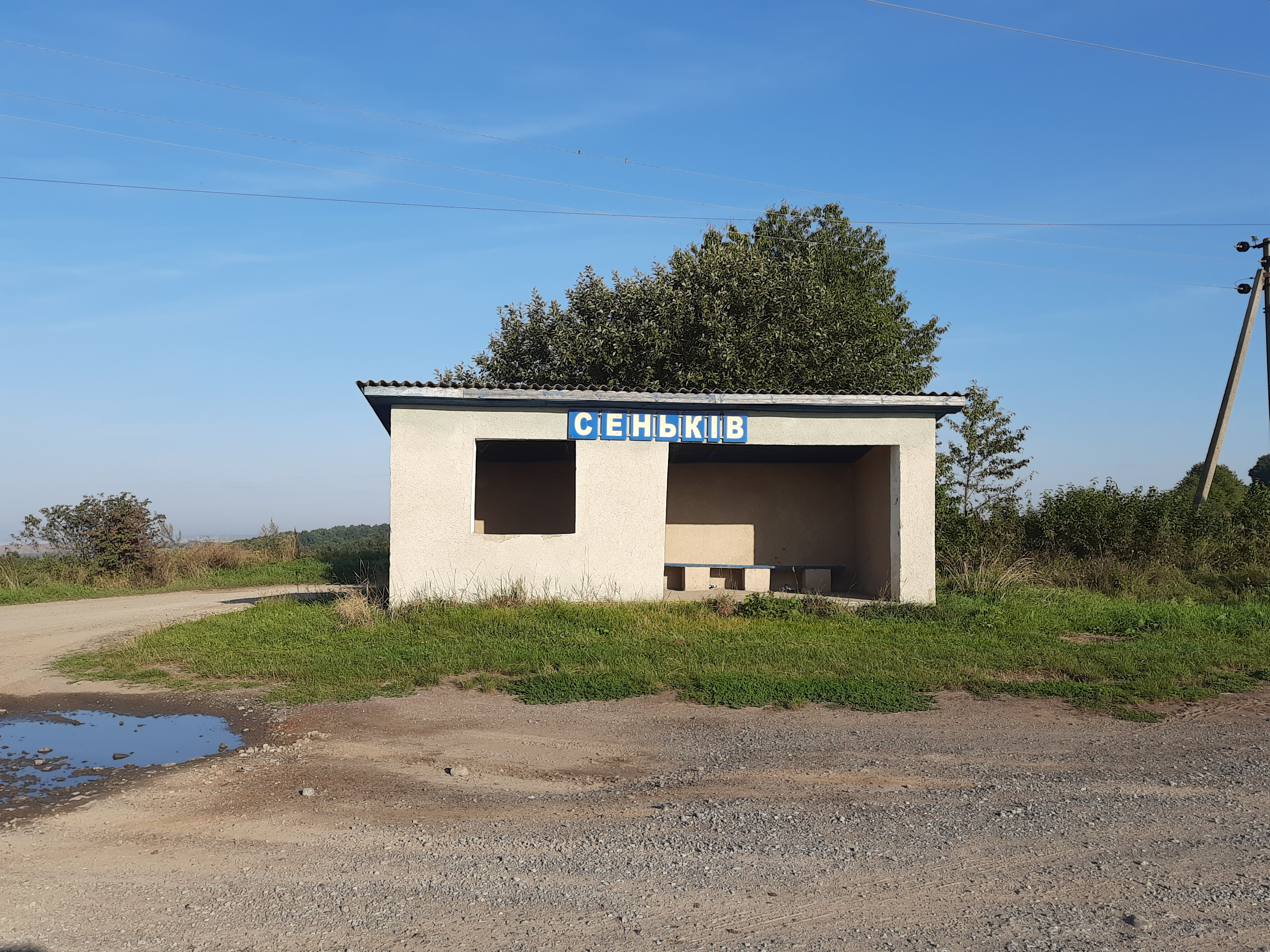
Автобусна зупинка біля села
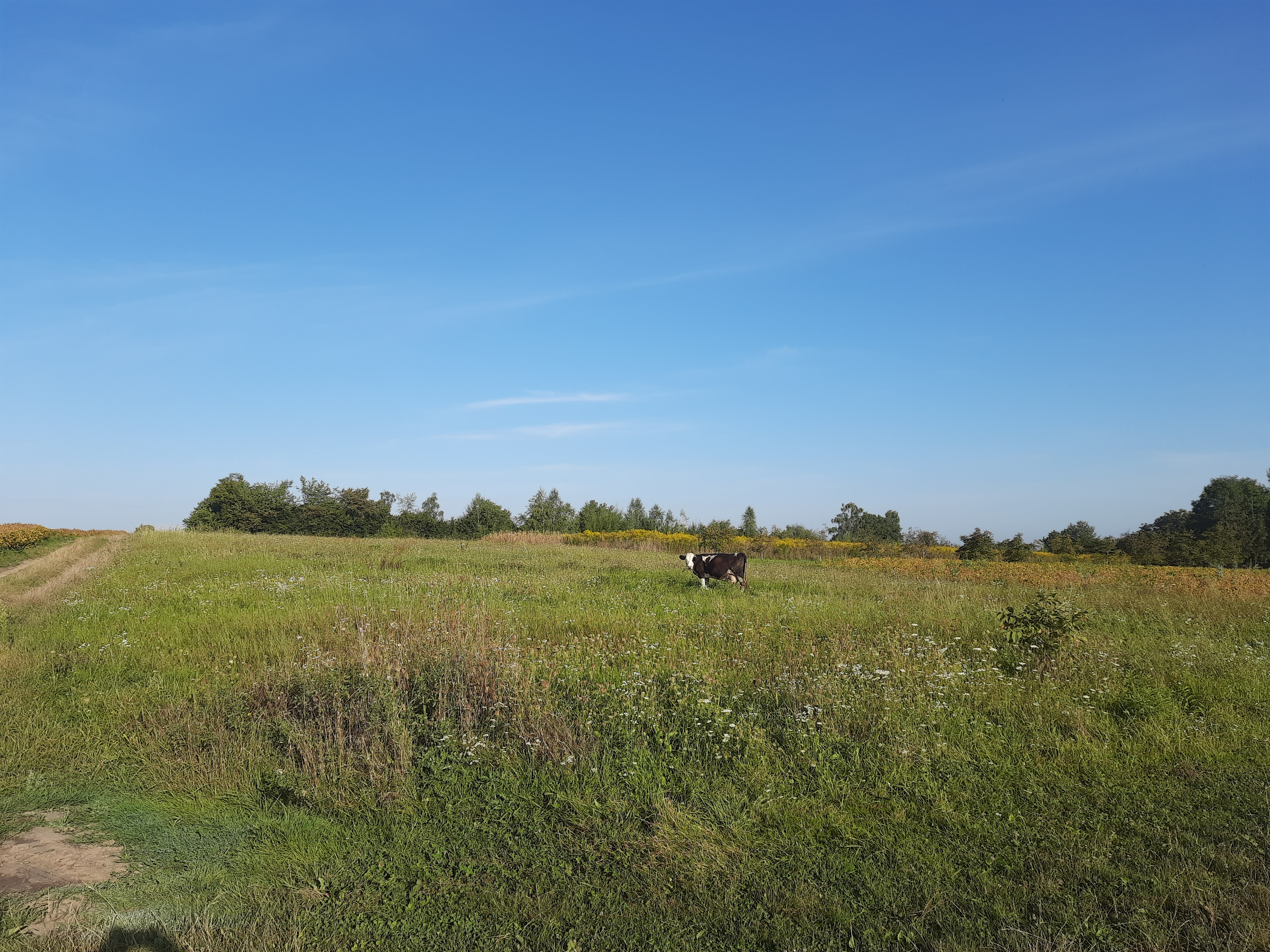
Краєвид біля села